# Скуби-Ду и Чудовището от Лох Нес
„Скуби-Ду и Легендата за вампира“ (на английски: Scooby-Doo! and the Loch Ness Monster) е анимационен филм от 2003 година, и петият от поредицата от директните към видео филми, базирани въз основа на съботните сутрешни анимации „Скуби-Ду“. Пуснат е на 22 юни 2004 г. и е продуциран от Warner Bros. Animation (въпреки че Warner Bros. напълно погълна Hanna-Barbera от това време, Hanna-Barbera още е кредитиран като притежател на авторско право и филмът завършва с логото на H-B).

## Озвучаващ състав
- Франк Уелкър – Скуби-Ду, Фред Джоунс, Лахлан Хагарт, Коза и Чудовището от Лох Нес
- Кейси Кейсъм – Шаги Роджърс
- Минди Кон – Велма Динкли
- Грей Делайл – Дафни Блейк, Шанън Блейк
- Майкъл Бел – Дънкан Макгъбин, Макинтайър
- Джеф Бенет – Дел Чилман, Сър Иън Локсли и Стрелец на харпун
- Джон Димаджо – Колин Хагарт
- Фил Ламар – Ангъс Хагарт
- Шийна Истън – Професор Фиона Пембрук

## В България
В България филмът е излъчен единствено по Cartoon Network.